# دوست پسرش
دوست پسرش (انگلیسی: Her Boy Friend) یک فیلم کمدی صامت کوتاه آمریکایی به کارگردانی لری سمون و نوئل ام. اسمیت است که در سال ۱۹۲۴ منتشر شد. از بازیگران این فیلم می‌توان به اولیور هاردی، لری سمون، دوروتی دوان، فرانک الکساندر، اسپنسر بل و ویلیام هابر اشاره کرد.